# Alessandro Montagna
Alessandro Montagna (La Spezia, 4 agosto 1893 – Tobruch, 22 gennaio 1941) è stato un marinaio e militare italiano.
Capo silurista di 1ª classe, imbarcato dell'incrociatore corazzato San Giorgio durante le fasi iniziali della seconda guerra mondiale, fu decorato con la Medaglia d'oro al valor militare per il coraggio dimostrato durante le fasi dell'autoaffondamento dell'unità, avvenuto a Tobruk nel gennaio 1941.

## Biografia
Nacque a La Spezia il 4 agosto 1893, si arruolò volontario nella Regia Marina all'età di sedici anni, iniziando la sua carriera militare in qualità di apprendista mozzo cannoniere e torpediniere. Prese parte alla guerra italo-turca (1911-1912) e a partire dal maggio 1915, con l'entrata in guerra dell'Italia, fu imbarcato su unità siluranti di superficie e sommergibili. Il 1º maggio 1921 conseguì la promozione a Capo silurista di 2ª classe, e nel 1924 ottenne quella di capo silurista di 1ª classe.  Fu imbarcato sui sommergibili per lunghi anni, e durante la guerra civile spagnola prese parte ad alcune missioni speciali imbarcato sul sommergibile Enrico Toti.
A partire dal marzo 1938 si imbarcò sull'incrociatore corazzato San Giorgio utilizzato con il compito di nave scuola. Poco prima dell'entrata in guerra dell'Italia, avvenuta poi il 10 giugno 1940, l'unità fu trasferita presso la base navale di Tobruk, in Africa settentrionale italiana con compiti di difesa aeronavale. Nel gennaio 1941 la piazzaforte di Tobruk fu investita dall'attacco inglese, e il 22 dello stesso mese il comandante Stefano Pugliese chiese invano di poter salpare per affrontare le forze nemiche, ottenendo un netto rifiuto. Predisposto tutto per l'autoaffondamento della nave, egli si trovava già a terra quando all'ora prestabilita le cariche non esplosero. Ritornato a bordo insieme ad alcuni altri membri dell'equipaggio, tra cui Pugliese e Buciuni, riaccesero le micce delle torri da 254/45 mm, ma fu sorpreso dalla deflagrazione delle cariche esplosive delle torri da 190/45 mm. Calatosi in mare a prora, scomparve nelle acque della rada di Tobruk ricoperte di nafta incendiata, ed il suo corpo non fu mai ritrovato. Fu decorato di Medaglia d'oro al valor militare alla memoria. Il Centro Sportivo della Marina Militare di La Spezia, adiacente all'Ospedale militare "Bruno Falcomatà", porta il suo nome.